# Kreutbach (Ammersee)
Der Kreutbach ist ein etwa 1,6 km langer Zufluss zum Ammersee in Oberbayern.

## Verlauf
Der Bach entsteht bei einem Teich südlich von Holzhausen.
In seinem kurzen ostwärtigen Lauf bildet er die Nordgrenze des Naturschutzgebietes Seeholz und Seewiese sowie die Gemeindegrenze zwischen
Dießen und Utting am Ammersee und mündet auch in diesem in den Ammersee.